# Castles II: Siege and Conquest
Castles II: Siege and Conquest est un jeu vidéo de stratégie en temps réel développé par Quicksilver Software et publié par Interplay en 1992. Le jeu fait suite à Castles, publié en  1991. Contrairement à ce dernier, il ne se limite pas à la construction et à la défense d’un château fort et inclut des éléments de stratégie. Il se déroule dans un royaume fictif de Bretagne, au XIVe siècle, après la mort du roi. Ce dernier n’ayant pas d’héritier, une lutte débute alors entre les prétendant au trône. Le joueur incarne un de ces prétendants et affronte quatre concurrents pour le contrôle du royaume.

## Système de jeu
Castles II se déroule en temps réel mais la vitesse peut être ajustée par le joueur. Il se joue à la souris et au clavier. Le joueur débute avec un petit territoire qu’il doit peu à peu étendre jusqu’à être suffisamment puissant pour gagner le soutien du pape et ainsi se faire couronner roi. Pour cela, il intervient dans trois domaines différents : l’administratif, le militaire et la politique. Dans chaque domaine, le joueur effectue différentes tâches pour gérer et développer son royaume. Les tâches administratives incluent les récoltes et la production de son territoire, dont la nourriture, le bois, le fer et l’or. La nourriture lui permet de nourrir ses sujets et ses troupes. Le bois et le fer lui permettent de construire des armes et un château. Les actions militaires incluent le recrutement de troupes (infanterie, archers et chevaliers), la fabrication de machines de guerre et l’attaque ou le sabotage d’un ennemi. Enfin, le domaine politique concerne l’espionnage, la diplomatie et les échanges commerciaux,,.
Comme dans Castles, le jeu inclut la possibilité de concevoir et de construire des châteaux, qui permettent d’améliorer la défense d’un territoire, d’éviter les révoltes et d’augmenter la production du territoire.

## Accueil
| Castles II    |      |       |
| Média         | Pays | Notes |
| Amiga Concept | FR   | 70 %  |
| Gen4          | FR   | 87 %  |
| Joystick      | FR   | 70 %  |